# Конгресс (Огайо)
Конгресс (англ. Congress) — селище (англ. village) в США, в окрузі Вейн штату Огайо. Населення — 132 особи (2020).

## Географія
Конгресс розташований за координатами 40°55′31″ пн. ш. 82°3′21″ зх. д. / 40.92528° пн. ш. 82.05583° зх. д. (40.925181, -82.055858).  За даними Бюро перепису населення США в 2010 році селище мало площу 0,41 км², уся площа — суходіл.

## Демографія
Згідно з переписом 2010 року, у селищі мешкало 185 осіб у 65 домогосподарствах у складі 48 родин. Густота населення становила 451 особа/км².  Було 72 помешкання (176/км²).
Расовий склад населення:
| - 97,3 % — білих - 0,5 % — чорних або афроамериканців - 0,5 % — азіатів |

До двох чи більше рас належало 1,6 %. Частка іспаномовних становила 2,7 % від усіх жителів.
За віковим діапазоном населення розподілялося таким чином: 29,7 % — особи молодші 18 років, 60,0 % — особи у віці 18—64 років, 10,3 % — особи у віці 65 років та старші. Медіана віку мешканця становила 35,7 року. На 100 осіб жіночої статі у селищі припадало 83,2 чоловіків;  на 100 жінок у віці від 18 років та старших — 85,7 чоловіків також старших 18 років.
Середній дохід на одне домашнє господарство  становив 39 259 доларів США (медіана — 32 250), а середній дохід на одну сім'ю — 37 167 доларів (медіана — 31 528). За межею бідності перебувало 7,0 % осіб, у тому числі 2,4 % дітей у віці до 18 років та 23,8 % осіб у віці 65 років та старших.
Цивільне працевлаштоване населення становило 54 особи. Основні галузі зайнятості: освіта, охорона здоров'я та соціальна допомога — 27,8 %, сільське господарство, лісництво, риболовля — 20,4 %, виробництво — 16,7 %.